# Azim Isabekow
Azim Bejszenbajewicz Isabekow (ur. 4 kwietnia 1960), premier Kirgistanu od 29 stycznia do 29 marca 2007.

## Życiorys
Isabekow urodził się w Arashanie w obwodzie czujskim. Z wykształcenia jest ekonomistą.
W 1997 rozpoczął pracę u boku Kurmanbeka Bakijewa, ówczesnego gubernatora obwodu czujskiego, jako szef jego gabinetu. Gdy Bakijew zajął w 2000 urząd premiera, Isabekow został szefem departamentu administracji w kancelarii szefa rządu. Obydwaj sprawowali swoje funkcje do 2002, kiedy to gabinet Bakijewa upadł na skutek antyrządowych demonstracji.
Gdy w 2005 Bakijew został prezydentem Kirgistanu, Isabekow został mianowany przez niego zastępca szefa jego kancelarii. W maju 2006 objął zaś stanowisko ministra rolnictwa, zasobów wodnych i rozwoju przemysłu w rządzie Feliksa Kułowa.
Isabekow jest uważany za zaufanego współpracownika prezydenta Kurmanbeka Bakijewa. Po dymisji swego poprzednika Feliksa Kułowa z powodu napięć o zakres władzy, parlament 29 stycznia 2007 zatwierdził Isabekowa na stanowisku szefa rządu stosunkiem głosów 57:4.
28 marca 2007 Isabekow zdymisjonował kilku członków swojego gabinetu, oświadczając zamiar powołania na ich miejsce nowych osób. Była to częściowa odpowiedź na żądania opozycji, domagającej się prowadzenia skuteczniejszej polityki oraz rozpisania nowych wyborów do parlamentu. Prezydent Kurmanbek Bakijew nie zgodził się jednak na zmianę składu rządu. W rezultacie, następnego dnia Izabekow podał się do dymisji. Bakijew przyjął rezygnację i nowym szefem rządu mianował Ałmazbeka Atambajewa.